# Le Samyn 2008
La Le Samyn 2008, quarantesima edizione della corsa, valida come evento del circuito UCI Europe Tour 2008 categoria 1.1, fu disputata il 5 marzo 2008 per un percorso di 191,9 km. Fu vinta dal francese Philippe Gilbert, al traguardo in 4h38'10" alla media di 41,392 km/h.
Dei 167 ciclisti alla partenza furono in 135 a portare a termine il percorso.

## Ordine d'arrivo (Top 10)
| Pos. | Corridore           | Squadra         | Tempo    |
| ---- | ------------------- | --------------- | -------- |
| 1    | Philippe Gilbert    | F. des Jeux     | 4h38'10" |
| 2    | Kevyn Ista          | Agritubel       | s.t.     |
| 3    | Aleksejs Saramotins | Rietumu Bank    | s.t.     |
| 4    | Nico Sijmens        | Landbouwkrediet | s.t.     |
| 5    | Maarten Wynants     | QuickStep       | s.t.     |
| 6    | Kristof Goddaert    | Topsport Vl.    | s.t.     |
| 7    | Anthony Ravard      | Agritubel       | s.t.     |
| 8    | Staf Scheirlinckx   | Cofidis         | s.t.     |
| 9    | Igor Abakoumov      | Mitsubishi      | s.t.     |
| 10   | Andreas Klier       | High Road       | s.t.     |